# Charminetta
Charminetta is een monotypisch geslacht van vogels uit de familie van de Psittaculidae (papegaaien van de Oude Wereld). De wetenschappelijke naam van het geslacht  in 1956 geldig gepubliceerd. De enige soort:
- Charminetta wilhelminae  –Wilhelmina's lori